# 土觀·格桑丹曲尼瑪
土觀·格桑丹曲尼玛（藏語：ཐུའུ་བཀྭན་བསྐལ་བཟང་དོན་བྱེད་ཉི་མ་，威利转写：thu'u bkwan bskal bzang don byed nyi ma，1895年—1959年1月2日），甘肅省天祝縣古城（藏名賽孜）賽什斯鄉人，第七世（不计追认）土观活佛。

## 生平[2]
光緒二十一年，他出生于一个牧民家庭，光绪二十六年（1900年），被认定为第六世土观活佛土观·罗桑旺秋雪智嘉措的转世灵童。光绪二十八年（1902年）被迎入青海佑宁寺土观囊坐床，并开始学习藏文及佛经。光绪三十一年（1905年）进京，获清廷赏“呼图克图”职衔及“净修禅师”（亦作“静修禅师”）名号，授副札萨克达喇嘛职衔。光绪三十二年（1906年），他请假回安多，到拉卜楞寺闻思学院学经。
中华民国成立后，民国元年（1912年），因“勸導徒眾，宣贊共和”，中华民国临时大总统袁世凯在前「呼圖克圖靜修禪師」名號上，加封「圓覺妙智」四字，遂稱「圓覺妙智靜修禪師」。，八年賞用黃轎，十年充補雍和宮札薩克喇嘛。
1916年3月26日，拉卜楞寺第四世嘉木样活佛圆寂，阿莽仓活佛出任代理寺主，主持寺务。但该寺襄佐（总管）李宗哲同阿莽仓活佛不和，李宗哲拉拢马麟，促使马麟率军进攻拉卜楞寺，以威胁阿莽仓活佛。土观活佛获知后，亲自出面调解，使双方逐渐和解，从而使拉卜楞寺免遭战火。1924年，佑宁寺失火，部分殿堂遭到焚毁，土观活佛主持了修复工作。1925年，他陪九世班禅额尔德尼先后赴北平、上海、杭州等地弘化。 1929年，他在拉卜楞寺同牟多活佛共同为五世嘉木样活佛嘉木样·丹贝坚赞讲经。后来，他常驻北平雍和宫，并往来于南京、北平间，开展宗教活动。
1947年，赴拉卜楞寺朝拜，与五世嘉木样活佛会面。1948年，他当选为第一屆立法委員（第一會期農林及水利委員會、邊政委員會、農林及水利委員會）和中国国民党中央委员等职。
中华人民共和国成立后，土观活佛在佑宁寺定居。1958年的宗教改革時，平叛擴大化中被捕入獄。
1959年1月2日，土觀·格桑丹曲尼玛圓寂，享年64歲。